# Euchirella maxima
Euchirella maxima är en kräftdjursart som beskrevs av Wolfenden 1905. Euchirella maxima ingår i släktet Euchirella och familjen Aetideidae. Inga underarter finns listade i Catalogue of Life.